# Sminthea eurygaster
Sminthea eurygaster is een hydroïdpoliep uit de familie Rhopalonematidae. De poliep komt uit het geslacht Sminthea. Sminthea eurygaster werd in 1856 voor het eerst wetenschappelijk beschreven door Gegenbaur. 